# Dhanus sumatranus
Dhanus sumatranus är en spindeldjursart som först beskrevs av Vladimir V. Redikorzev 1922.  Dhanus sumatranus ingår i släktet Dhanus och familjen Ideoroncidae. Inga underarter finns listade i Catalogue of Life.